# 瑞恩·麥勞夫林
瑞恩·麥勞夫林（英語：Ryan McLaughlin；1994年9月30日—）是一位北愛爾蘭足球運動員，在場上的位置是後衛。他的哥哥科諾也是一位足球運動員。